# Groenkuifkoketkolibrie
De groenkuifkoketkolibrie (Lophornis verreauxii) is een vogel uit de familie Trochilidae (kolibries). De vogel is genoemd naar de Franse ornitholoog Édouard Verreaux (broer van Jules Verreaux).

## Verspreiding en leefgebied
Er zijn twee ondersoorten:
- L. v. verreauxii: van oostelijk Colombia tot centraal Bolivia en noordwestelijk Brazilië.
- L. v. klagesi: zuidoostelijk Venezuela.